# خطرة (جبلة)

تعديل مصدري - تعديل

خطرة هي إحدى قرى عزلة المعشار بمديرية جبلة التابعة لمحافظة إب، بلغ تعداد سكانها 847 نسمة حسب تعداد اليمن لعام 2004.